# Diputat de llista
Un diputat de llista és un diputat electe per la llista electoral d'un partit en lloc de ser elegit per una circumscripció electoral. La seva presència al parlament es deu al nombre de vots rebuts pel seu partit, i no pas el nombre de vots rebuts pel diputat personalment. Això ocorre en països amb sistemes electorals de representació proporcional amb llistes de candidats com ara representació proporcional o representació proporcional mixta.

## Variació per sistema electoral
En alguns països, com ara Israel, tots els diputats del Kenésset són diputats de llista; o com ara Catalunya, on tots els diputats del Parlament són diputats de llista. Sota aquest sistema, els escons en una cambra són omplerts solament d'acord amb els repartiment de vots guanyats per cada partit individuals. Les llistes electorals són creades per cada partit i un diputat esdevé diputat si estat prou alt en la llista electoral del seu partit d'acord amb el repartiment de vots per aquest partit.
Sota el sistema de representació proporcional mixta, el mètode usat a Alemanya i Nova Zelanda, una barreja de representació per llista i representació geogràfica té lloc —els partits poden participar en les eleccions per a representació geogràfica en circumscripcions electorals, però després són «omplerts» amb diputats de llista.